# 蒙沙通
蒙沙通（法語：Montchaton，法語發音：[mɔ̃ʃatɔ̃]）是法国芒什省的一个旧市镇，属于库唐斯区。2016年，蒙沙通与市镇奥尔瓦勒合并为新市镇谢讷河畔奥尔瓦勒。

## 地理
蒙沙通（49°0'31"N, 1°29'55"W）面积6.5 平方千米，位于法国诺曼底大区芒什省，该省份为法国西北部沿海省份，西、北、东北三面环大西洋，东起顺时针与卡爾瓦多斯省、奧恩省、马耶讷省和伊勒-维莱讷省接壤。
与蒙沙通接壤的市镇（或旧市镇、城区）包括：奥尔瓦勒、延维尔、滨海蒙马丹、滨海勒涅维尔、谢讷河畔奥尔瓦勒。

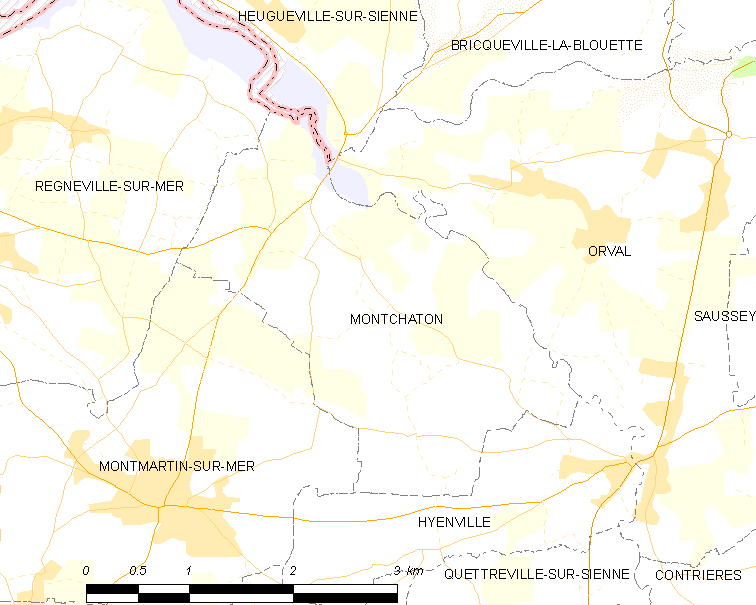
蒙沙通的OSM定位图

蒙沙通的时区为UTC+01:00、UTC+02:00（夏令时）。

## 行政
蒙沙通的邮政编码为50660，INSEE市镇编码为50339。

## 政治
蒙沙通所属的省级选区为库唐斯县。

## 人口

1962-2008年间蒙沙通人口变化图示

蒙沙通于2018年1月1日时的人口数量为300人。